# Aleksandr Bolsjunov
Aleksandr Aleksandrovitj Bolsjunov (russisk: 	Александр Александрович Большунов tr. Aleksandr Aleksandrovitj Bolsjunov ; født 31. december 1996) er en russisk langrendsløber.

## Resultater

### OL
- 9 medaljer – (3 guld, 4 Sølv, 2 bronze)

| År   | Alder | 15 km individuel | 30 km skiathlon | 50 km masse start | Sprint | 4 × 10 km relay | Hold sprint |
| ---- | ----- | ---------------- | --------------- | ----------------- | ------ | --------------- | ----------- |
| 2018 | 21    | —                | —               | Sølv              | Bronze | Sølv            | Sølv        |
| 2022 | 25    | Sølv             | Guld            | Guld[a]           | DNS    | Guld            | Bronze      |

^Distance reduceret til 30 km på grund af vejret.